# Flottör

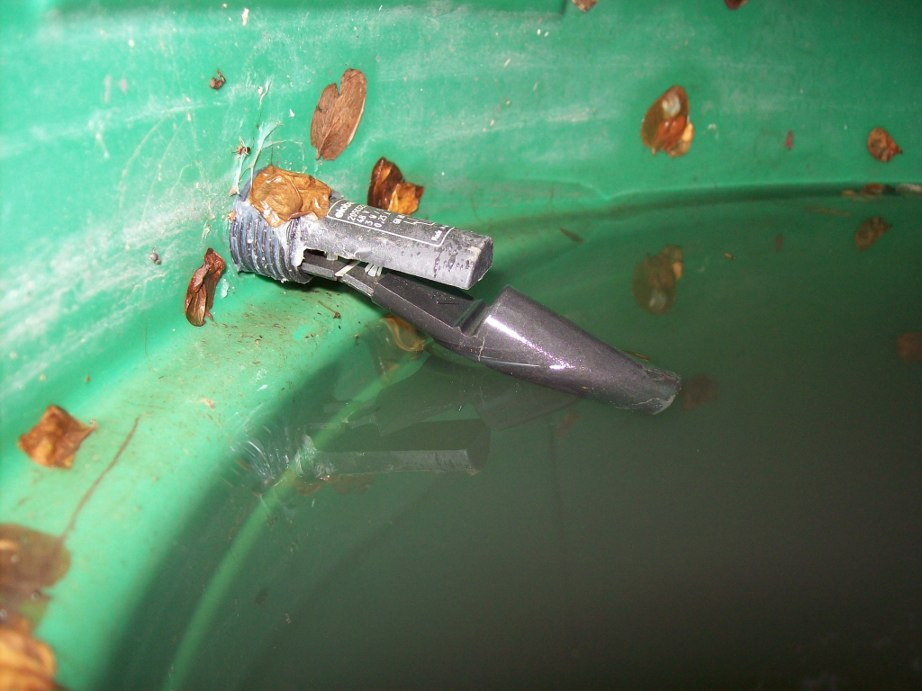
Flottör i en tunna.

Flottör är en anordning som flyter i en vätska. Flottören är på ett eller annat sätt direkt eller indirekt förbunden med en fast punkt och funktionen är att förmedla information om antingen vätskeytans läge i förhållande till den fasta punkten eller förändringar av densitet/flöde i vätskan. Användningsområdet är antingen att mäta vätskenivån eller att direkt påverka till exempel ventiler eller strömbrytare till pumpar som styr vätskeflödet till/från en tank för den förstnämnda funktionen. Syramätare och svävkroppsmätare är exempel på den andra tillämpningen.

## Exempel
I tanken på en toalettstol finns vanligen två flottörer, en som stänger av vattentillflödet när tanken är fylld, en annan i spolmekanismen. I fyllt läge hålls den nere av vattentrycket, men då man lyfter upp den med handtaget flyter den på ytan och håller utflödeshålet öppet tills tanken är tom.